# Richard Roksabro Kudo
Richard Roksabro Kudo (ur. 25 lipca 1886 w prefekturze Tokushima, zm. 3 czerwca 1967 w St. Louis), właśc. Rokusaburō Kudō (jap. 工藤六三郎 Kudō Rokusaburō) – japońsko-amerykański protistolog. 

## Życiorys
W 1910 roku został doktorem nauk rolniczych, a w 1924 roku doktorem zoologii na Cesarskim Uniwersytecie Tokijskim. Następnie pracował w Szkole Rolniczej w Tokio (1910–1911) i jako protozoolog w Institute of Experimental Sericult w Tokio (1911–1915). Później wyjechał do USA i podjął pracę w Rockefeller Institute w Nowym Jorku, gdzie pracował od 1915 do 1918 roku. Od 1918 roku na Uniwersytecie Illinois w Urbanie i Champaign. Z uczelnią tą związany był przez następne 36 lat. W 1944 roku został profesorem zwyczajnym. W latach 1954–1958 jako professor emeritus prowadził badania w Institute of Microbiology Uniwersytetu Rutgers w New Jersey. W 1958 roku jako profesor na wykładach gośinnych (visiting professor) na Uniwersytecie Southern Illinois w Carbondale.
Był członkiem American Association for the Advancement of Science, American Society of Zoologists, American Society of Parasitologists, Society of Systematic Zoologists, American Microscopical Society, Sigma Xi i American Academy of Microbiology. Od 1953 roku przewodniczący Society of Protozoologists.
Miał żonę Esther, córki Elin i Jean.

## Wybrane prace
- Handbook of protozoology. Charles C Thomas, Springfield, Illinois 1931
- Protozoology. Springfield, Ill., C. C. Thomas 1954